# Stazione di Nakamozu
La stazione di Nakamozu (中百舌鳥駅?, Nakamozu-eki) è l'attuale stazione capolinea sud della linea Midōsuji della metropolitana di Osaka, e si trova nel quartiere di Kita-ku nella città di Sakai nella prefettura di Osaka. Presso la stazione è presente anche quella delle Ferrovie Nankai e della Ferrovia Rapida Semboku.

## Linee e servizi

### Ferrovie
Ferrovie Nankai
 Linea Nankai Kōya
 Ferrovia Rapida Semboku
■ Ferrovia Rapida Semboku

### Metropolitana
Metropolitana di Osaka
 Linea Midōsuji

## Struttura
La stazione è costituita da due binari sotterranei che fungono da capoliena per la linea Midōsuji della metropolitana di Osaka, e di una struttura in superficie con due marciapiedi a isola e quattro binari utilizzata dalla linea Kōya della Nankai e dalla Ferrovia Rapida Semboku. L'interscambio con la metropolitana richiede di uscire in superficie e percorrere un breve pezzo a piedi.
Stazione Nankai
| 1   | ● Linea Nankai Kōya       | per Kawachinagano, Hashimoto e Kōyasan  |
| 2   | ■ Ferrovia Rapida Semboku | per Fukai, Izumigaoka e Izumi-Chūō      |
| 3-4 | ● Linea Nankai Kōya       | per Sakai-Higashi, Shin-Imamiya e Namba |

Stazione della metropolitana
| 1-2 | Linea Midōsuji | per Tennōji, Namba, Namba, Hommachi, Umeda, Shin-Ōsaka e Senri-Chūō |

## Stazioni adiacenti
| «                       | Servizio           | »                 |
| Linea Nankai Kōya       | Linea Nankai Kōya  | Linea Nankai Kōya |
| ----------------------- | ------------------ | ----------------- |
| Mozuhachiman            | Locale             | Shirasagi         |
| Mozuhachiman            | Semiespresso       | Shirasagi         |
| Transito                | Espresso sezionale | Transito          |
| Transito                | Espresso           | Transito          |
| Transito                | Espresso Rapido    | Transito          |
| Transito                | Espresso Limitato  | Transito          |
| Ferrovia Rapida Semboku |                    |                   |
| Mozuhachiman            | Locale             | Fukai             |
| Mozuhachiman            | Semiespresso       | Fukai             |
| Transito                | Espresso sezionale | Transito          |
| Transito                | Espresso Limitato  | Transito          |
| Linea Midōsuji          |                    |                   |
| Shin-Kanaoka            | Locale             | Capolinea         |